# 谷口逸生
谷口 逸生（たにぐち いっせい）は日本の財務官僚。国税庁長官官房人事課人事企画室長。加治木税務署長、主計局公共事業企画調整室長などを務めた。

## 来歴
金沢大学附属高等学校から東京大学文科一類に入学。東大在学中はバドミントン部に所属していた。東大法学部卒業。2005年 財務省入省（大臣官房秘書課）。
2009年7月 理財局財政投融資総括課企画係長。2010年6月 ノッティンガム大学、ケンブリッジ大学へ留学。2012年7月10日 加治木税務署長。
2017年7月 主計局総務課長補佐（歳入・国債係主査）。2018年 主計局主計官補佐（文部科学第四係主査）。科学技術、スポーツ予算を査定。
2020年7月 主計局主計官補佐（国土交通第二、三係主査）。主な担当は、鉄道等の公共交通機関、観光振興、海上における治安維持（海上保安庁）といった分野。北陸新幹線の工事費再増加（2658億円）に伴う抑制のための整備スキームの抜本的見直し、JR北海道、JR四国の経営自立に向けた新たな支援策の策定などを行った。国土交通省の重要施策を同時並行しつつ、1人で判断を下していった。
2021年7月9日 主計局主計官補佐（経済産業第一、二係主査）。産業政策、エネルギー予算を担当。
2022年7月1日 主計局主計官補佐（公共事業総括第一、国土交通第一係主査）兼主計局公共事業企画調整室長。2023年7月7日 国税庁長官官房人事課長補佐兼国税庁長官官房人事課人事企画室長。

## 略歴
- 2005年4月：財務省入省（大臣官房秘書課）[2]。
- 2007年：広島国税局調査査察部。
- 2008年：理財局国有財産企画課。
- 2008年12月31日：内閣府再就職等監視委員会事務局。
- 2009年7月：理財局財政投融資総括課企画係長[3]。
- 2010年6月：ノッティンガム大学、ケンブリッジ大学へ留学[2]。
- 2012年7月10日：加治木税務署長[4]。
- 2013年7月10日：国税庁長官官房総務課長補佐。
- 2014年：復興庁統括官付参事官補佐。
- 2016年：内閣官房内閣官房副長官補付。
- 2017年7月：主計局総務課長補佐（歳入・国債係主査）。
- 2018年：主計局主計官補佐（文部科学第四係主査）。
- 2019年：主計局主計企画官補佐（調整係主査）。
- 2020年7月：主計局主計官補佐（国土交通第二、三係主査）。
- 2021年7月9日：主計局主計官補佐（経済産業第一、二係主査）。
- 2022年7月1日：主計局主計官補佐（公共事業総括第一、国土交通第一係主査） 兼 主計局公共事業企画調整室長。
- 2023年7月7日：国税庁長官官房人事課長補佐 兼 国税庁長官官房人事課人事企画室長。